# The Girl of the Seasons
The Girl of the Seasons è un cortometraggio muto del 1914 diretto da Carl Gregory.

## Produzione
Il film fu prodotto dalla Thanhouser Film Corporation.

## Distribuzione
Distribuito dalla Mutual Film, il film - un cortometraggio di una bobina - uscì nelle sale cinematografiche USA il 10 luglio 1914.